# Продинорфін
PDYN (англ. Prodynorphin) – білок, який кодується однойменним геном, розташованим у людей на короткому плечі 20-ї хромосоми. Довжина поліпептидного ланцюга білка становить 254 амінокислот, а молекулярна маса — 28 385.
| 10         |  | 20         |  | 30         |  | 40         |  | 50         |
| ---------- |  | ---------- |  | ---------- |  | ---------- |  | ---------- |
| MAWQGLVLAA |  | CLLMFPSTTA |  | DCLSRCSLCA |  | VKTQDGPKPI |  | NPLICSLQCQ |
| AALLPSEEWE |  | RCQSFLSFFT |  | PSTLGLNDKE |  | DLGSKSVGEG |  | PYSELAKLSG |
| SFLKELEKSK |  | FLPSISTKEN |  | TLSKSLEEKL |  | RGLSDGFREG |  | AESELMRDAQ |
| LNDGAMETGT |  | LYLAEEDPKE |  | QVKRYGGFLR |  | KYPKRSSEVA |  | GEGDGDSMGH |
| EDLYKRYGGF |  | LRRIRPKLKW |  | DNQKRYGGFL |  | RRQFKVVTRS |  | QEDPNAYSGE |
| LFDA       |  |            |  |            |  |            |  |            |

A: Аланін

C: Цистеїн

D: Аспарагінова кислота

E: Глутамінова кислота

F: Фенілаланін

G: Гліцин

H: Гістидин

I: Ізолейцин

K: Лізин

L: Лейцин

M: Метіонін

N: Аспарагін

P: Пролін

Q: Глутамін

R: Аргінін

S: Серин

T: Треонін

V: Валін

W: Триптофан

Секретований назовні.